# Fano Adriano
Fano Adriano è un comune italiano di 251 abitanti della provincia di Teramo in Abruzzo. Si trova alle falde settentrionali del massiccio del Gran Sasso d'Italia, all'interno del parco nazionale del Gran Sasso e Monti della Laga.

## Geografia fisica
Il comune di Fano Adriano si trova interamente in territorio montuoso e fa parte della Valle del Vomano.
L'abitato sorge a circa 750 metri sul livello del mare, ma l'escursione altimetrica del territorio è molto elevata: 2293 metri. Si passa, infatti,
dai 330 metri raggiunti presso il confine con Montorio al Vomano ai 2623 della cima del Monte Corvo, il che rende territorio comunale molto variegato. Esso consiste in due parti, collegate fra loro da uno stretto braccio: la prima (la meno estesa) si sviluppa intorno alla frazione di Cerqueto, partendo dal lago di Piaganini e dalla Centrale idroelettrica di San Giacomo, fino alle pendici del Corno Piccolo; la seconda, partendo dal bivio di Pietracamela (località di Ponte Rio Arno), giunge fino alla cima del Monte Corvo, comprendendo il Colle San Marcello, dove è sito il capoluogo comunale, il Colle Abetone e lo stesso Monte Corvo.

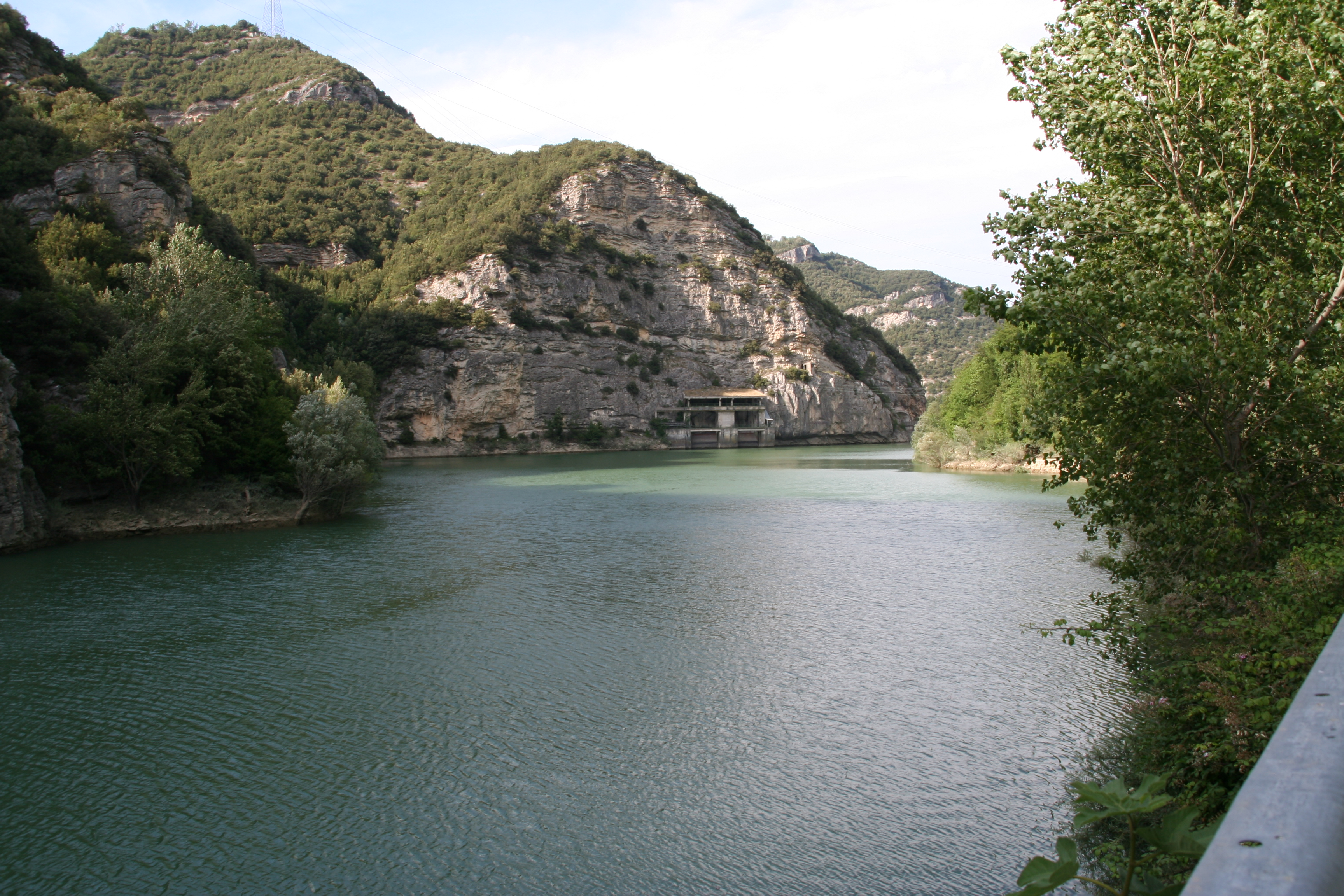
Il lago di Piaganini, osservato dalla Strada statale 80

A valle, scorrono il fiume Vomano e il Rio Arno, suo affluente che nasce nel comune di Pietracamela. Il primo, come già citato, nei pressi del confine con Montorio al Vomano subisce lo sbarramento della Centrale idroelettrica di San Giacomo, formando il Lago di Piaganini.

## Geografia antropica

### Frazioni
Fano Adriano ha quattro frazioni Cerqueto, la stazione sciistica di Prato Selva, Ponte Rio Arno e Contrada Regimenti.

#### Prato Selva
La frazione di Prato Selva, sita a circa 1400 metri sul livello del mare, è disabitata, ma di notevole interesse turistico. È costituita, infatti, da un hotel e dalla sua stazione sciistica, ormai inattiva e in stato di abbandono da molti anni. 

#### Ponte Rio Arno
La contrada di Ponte Rio Arno è posta alla confluenza fra il fiume Vomano e il Rio Arno, al bivio fra la strada statale 80 e la strada provinciale 43, che porta a Pietracamela. Vi si trovava la  Casa del Gran Sasso, uno storico edificio, fra i simboli del Parco nazionale del Gran Sasso e Monti della Laga, demolito nel 2019, essendo divenuto pericolante per i danni subiti nel terremoto del 2016. 
Vi è sito anche il Bar Arno.

#### Contrada Regimenti
La contrada Regimenti, nota anche come contrada Piè di Fano, è costituita da uno sparuto gruppo di case poste sul bivio fra la strada statale 80 e la strada provinciale 43a. Soprattutto un tempo, nei suoi dintorni erano site alcune attività agricole e di allevamento.

## Origine del nome
Il borgo di Fano Adriano esiste sin dal tempo degli antichi Romani, quando era un insediamento lungo la Via Cecilia, l’attuale strada statale 80. È in quell’epoca che ne viene attestato per la prima volta il toponimo, la cui origine è però dibattuta. Infatti, se appare scontata la derivazione di Fano dal latino fanum (tempio), molto meno immediata da ricostruire è la nascita di Adriano, sulla quale esistono tre principali interpretazioni:
- Secondo alcuni studiosi, il toponimo sarebbe stato in origine Fano Troiano o Traiano, dal nome dell’imperatore che avrebbe fatto costruire il tempio sulla cima del colle San Marcello, sulle cui rovine fu poi edificato l’Eremo dell'Annunziata, e sarebbe poi mutato in Adriano a causa di storpiature nel corso dei secoli. Le iniziali F T di Fanum Traiani sono tutt’oggi contenute nello stemma del comune.
- Un’altra interpretazione, lo mette in relazione con l’Ager Hatrianus, il nome della regione storica, il cui capoluogo era Atri, sotto la cui giurisdizione si trovava Fano Adriano.
- Altri studiosi lo fanno risalire al nome del dio Hadranus, una delle divinità principali dei Siculi, che abitavano la regione prima dei romani. Questa ipotesi è sostenuta soprattutto da coloro che ritengono che la presenza di un tempio, che sarebbe stato dedicato appunto ad Adrano, nel territorio di Fano Adriano sia antecedente all’epoca romana e da far risalire alla dominazione sicula.

In ogni caso, appare evidente l’esistenza di una correlazione tra il nome Fano Adriano e le 7F, in seguito divenute motto del paese, ma che originariamente si riferivano alle cosiddette “7 Sorelle”, 7 chiese dedicate alla Madonna, presenti nel territorio dell’alta Valle del Vomano, che in molti casi traggono le loro origini da Fana (templi), di epoca romana.

## Storia

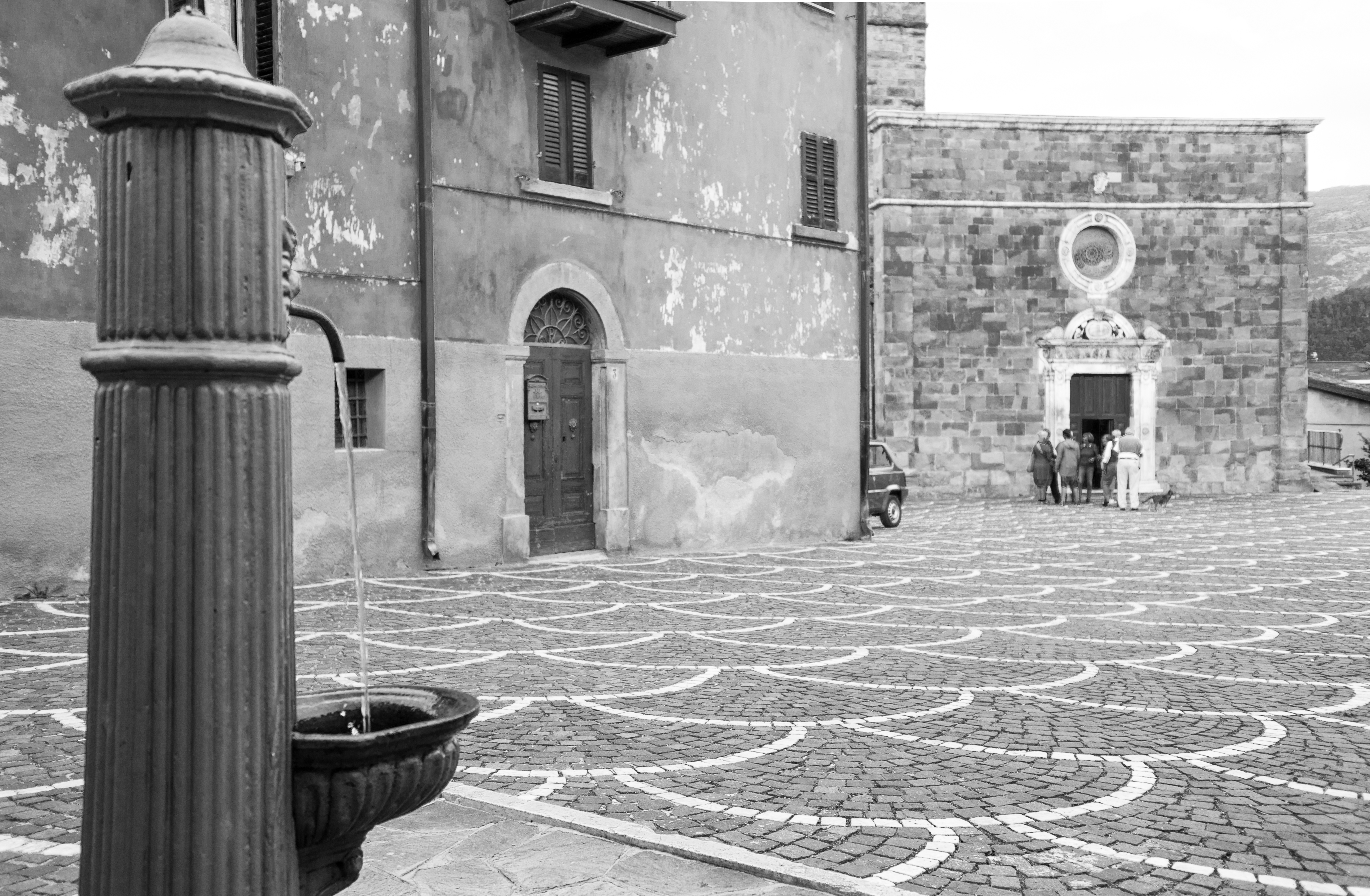
Scorcio di Piazza San Pietro, nel centro del borgo, in cui si intravede la chiesa dei Santi Pietro e Paolo

Il toponimo di Fano Adriano deriva forse da Fanum Adriani, nome già in uso al tempo degli antichi romani che vi abitavano come dimostrerebbero i probabili resti di un tempio ritrovati sul colle San Marcello. Il paese viene citato su documenti ufficiali per la prima volta nella metà del Quattrocento. In quel periodo il borgo era feudo di Giacomo Antonio Orsini. Quindi il suo possesso passò a Antonello Petrucci, a Camillo Pardo Orsini e infine ai de Alarcón y Mendoza. Solo nel 1806 è divenuto comune autonomo. Il paese, sito lungo la valle del Vomano, ha un caratteristico aspetto medievale e conserva edifici di un certo interesse. Fano ha dato, probabilmente, i natali a Carlo Riccioni, una delle personalità artistiche più interessanti del barocco abruzzese. Vi è nato, inoltre, don Giuseppe Zilli, giornalista, fondatore di alcune testate di ispirazione cattolica e direttore per molti anni del settimanale "Famiglia Cristiana".

### Il motto del paese: “le 7 effe”
Fano Adriano ha un motto: le cosiddette “7 effe”. Si tratta di un’espressione ritrovata in alcune antiche epigrafi nel territorio del paese. Nell’interpretazione popolare, essa sarebbe un gioco di parole, di esortazione ai fanesi: "Fanesi Furono Forti Fatevi Forti Figli Fanesi". In realtà, secondo gli studiosi è probabile che il suo significato originale fosse molto diverso: si riferirebbe, infatti, a ciascuno dei 7 templi (in latino Fanum) dell'Ager Hatrianus, il principale fra i quali era proprio quello di Fano Adriano.

## Monumenti e luoghi d'interesse

### Architetture religiose

#### Chiese

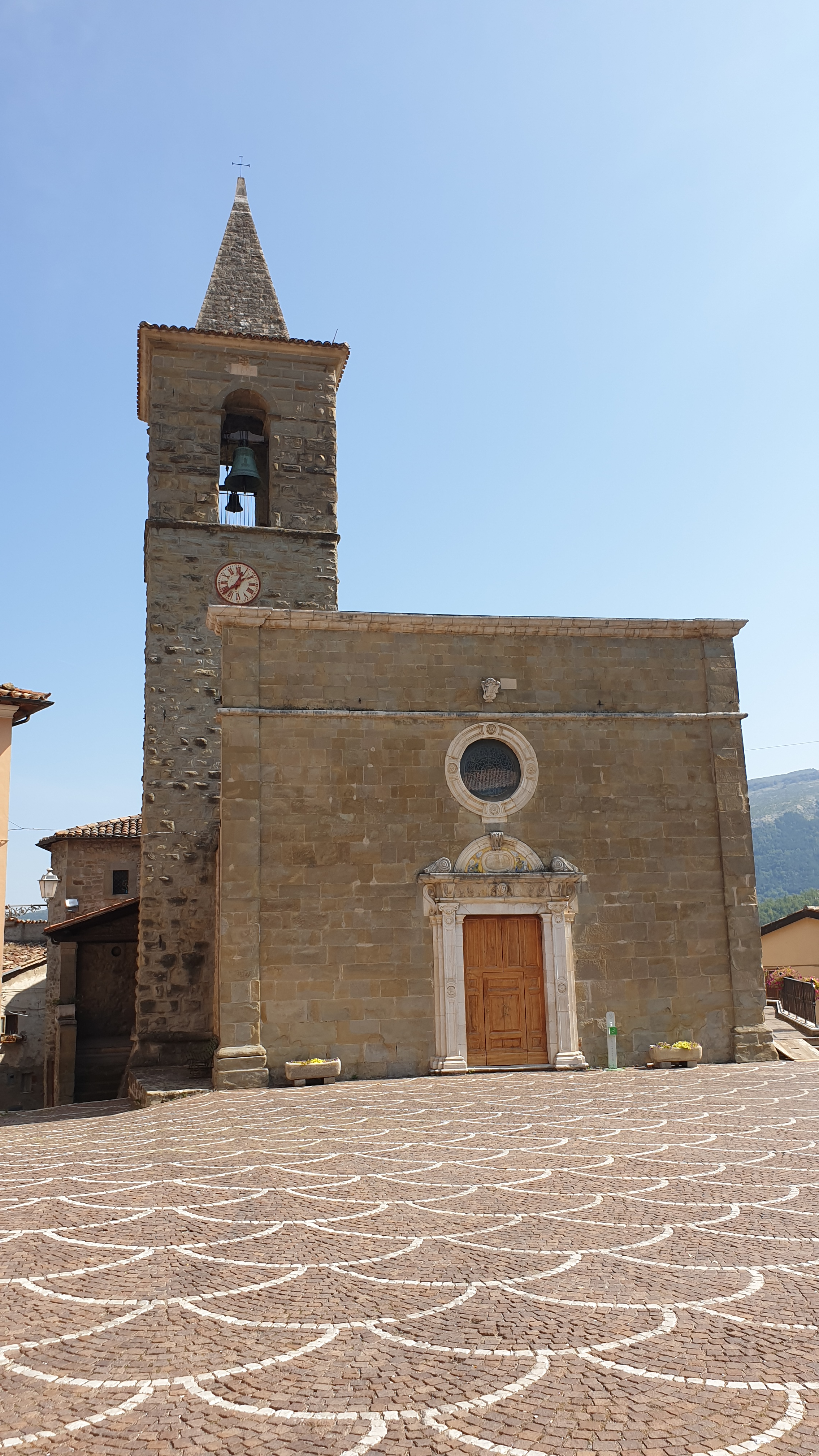
La facciata della Chiesa dei Santi Pietro e Paolo, osservata da Piazza San Pietro

- Chiesa dei Santi Pietro e Paolo - Nella parte più antica dell'abitato è sita la chiesa parrocchiale con una facciata cinquecentesca, il campanile del 1550 ed il portale realizzato nel 1693 che reca nella lunetta delle maioliche di Castelli ottocentesche attribuibili a Tito Barnabei. L'interno, a tre navate con due cappelle laterali che simulano un transetto, ha un soffitto ligneo a cassettoni mentre l'altare maggiore e le due delle cappelle laterali, in legno scolpito, intagliato e dorato, hanno uno stile barocco influenzato dal Bernini. Di grande interesse è la simbologia presente in essi legata al mondo rituale e magico della tradizione abruzzese (lingua fallica, cariatidi che impudicamente mostrano i seni e il pube ecc. etc). L'organo settecentesco, opera di Adriano Fedri, è posto sulla cantoria mistilinea intagliata, dipinta e dorata. La chiesa conserva altresì alcuni dipinti cinquecenteschi e seicenteschi tra cui un "Trionfo dell'Immacolata" dei ravennati Ragazzini, un "Sant'Antonio abate con storie della sua vita" d'ignoto pittore meridionale e una "Sant'Anna con la Vergine Maria". Sul retro della chiesa, vi è una nicchia affrescata con "La vergine del Rosario", guasta opera di un allievo del Barocci.

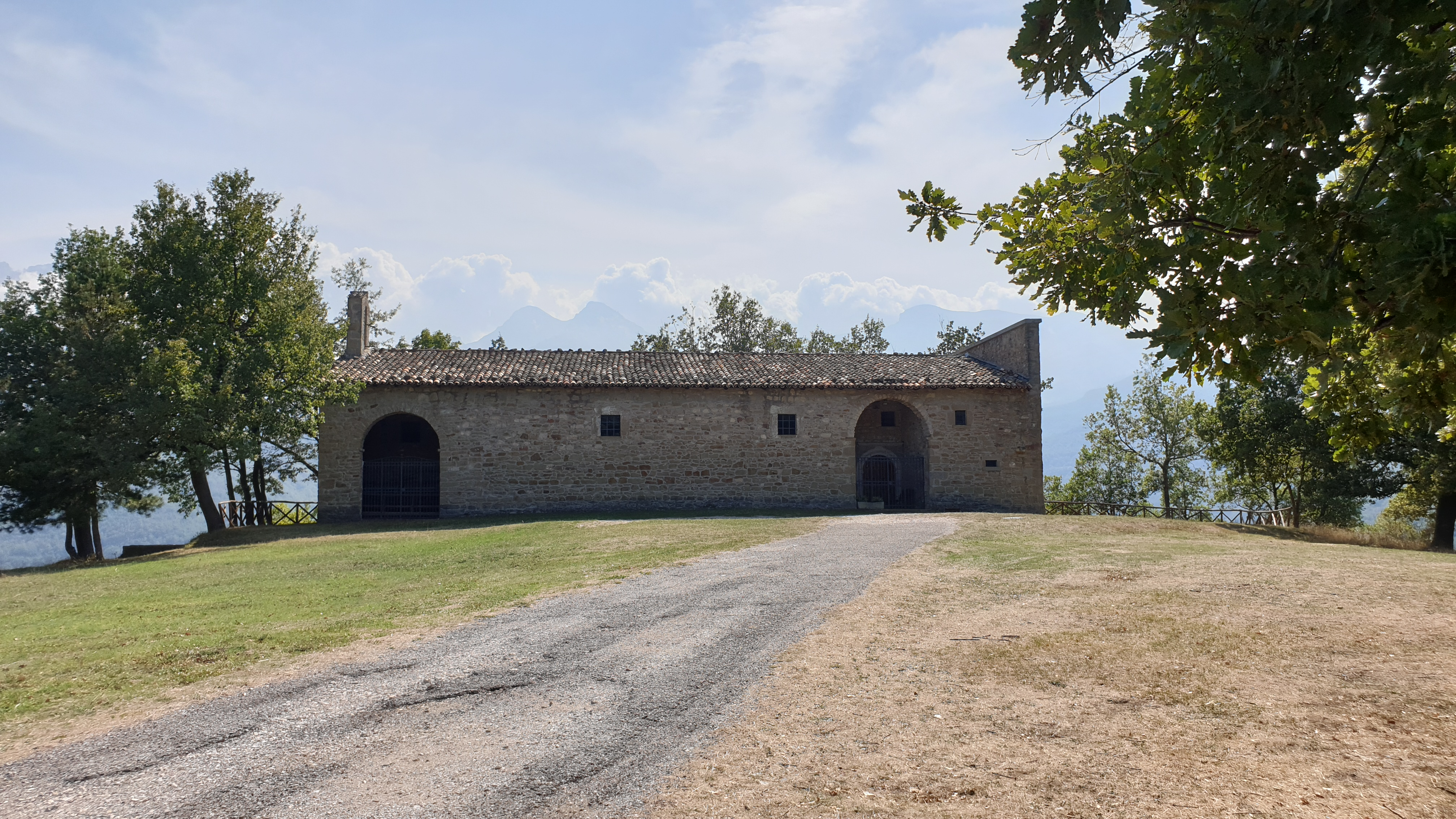
L’Eremo dell’Annunziata

- Eremo dell'Annunziata - Si eleva sulla cima del Colle San Marcello, da dove è possibile ammirare una splendida vista panoramica su tutto l'appenino teramano e su molti dei paesi della zona. In particolare, colpiscono il Gran Sasso, Pizzo Intermesoli ed il Monte Corvo, cime fra le più alte di tutti gli Appennini, che fanno da maestoso sfondo alla chiesa. Nell'Eremo dell'Annunziata è conservato un altare barocco in stucco e affreschi di tipo popolaresco. Taluni, purtroppo, sono in condizioni di conservazione piuttosto scarse.

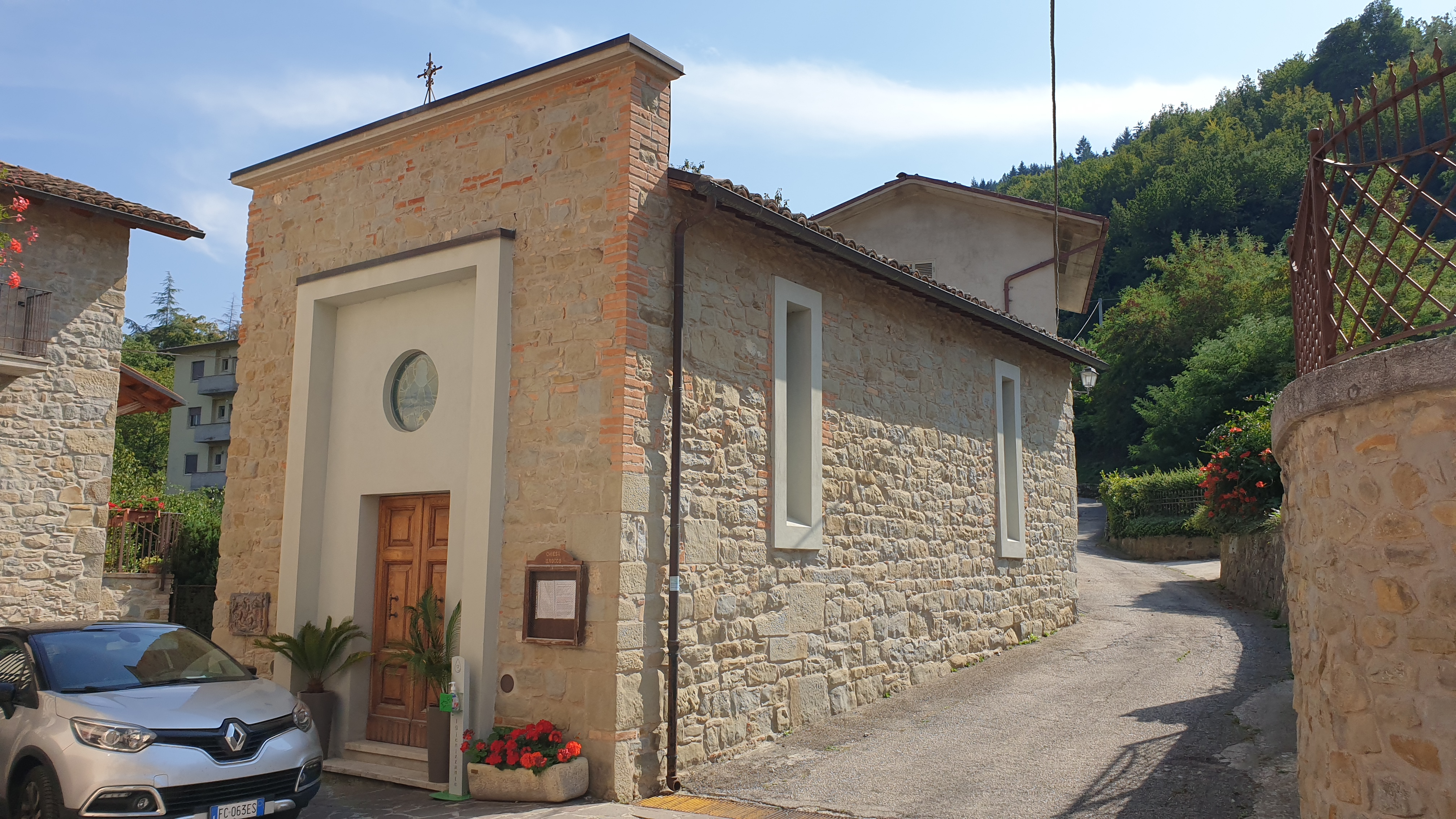
La Chiesa di San Rocco, a Villa Moreni

- Chiesa di San Rocco - Edificio religioso che si trova nel quartiere denominato Villa Moreni. La semplice aula sacra custodisce una pala seicentesca di toccante ingenuità e opere d'arte contemporanea tra cui un Crocifisso ligneo di Roberto Bentini, l'altare di Silvio Cortellini e un rilievo ceramico di Ugo Lucerni raffigurante "L'adorazione dei pastori".
- Chiesa di Sant'Egidio - Questa antica chiesa è ubicata nella frazione di Cerqueto. Più volte restaurata, si presenta oggi come una costruzione a due navate dove sono conservati affreschi cinquecenteschi di notevole interesse tra cui un'Annunciazione eseguita da un autore locale facente parte della cerchia del Delitio.

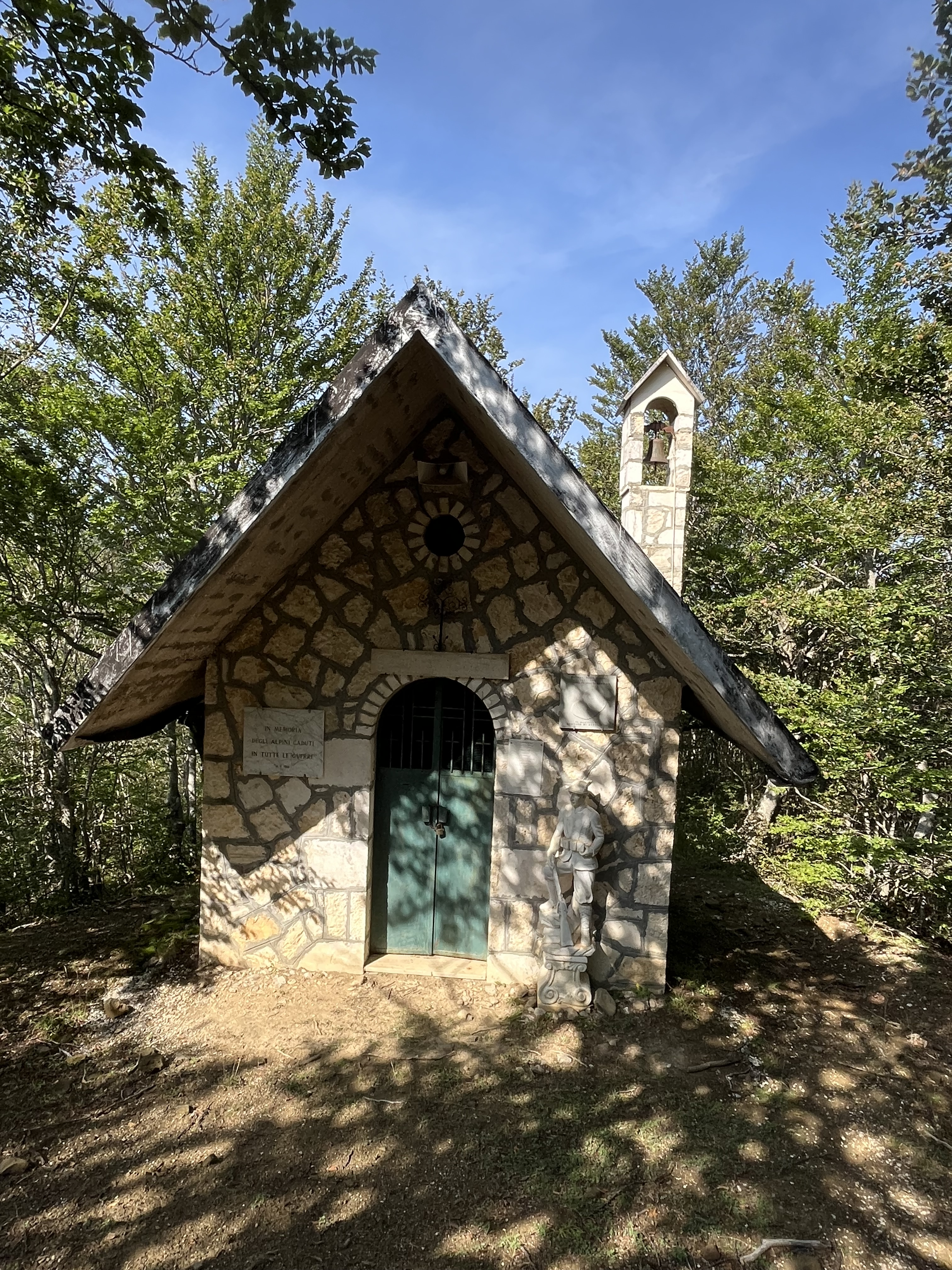
Vista frontale della Chiesetta degli Alpini

- Chiesetta degli Alpini - Si tratta di un edificio religioso di piccolissime dimensioni, come suggerisce il nome, dedicato agli Alpini, sito in località Prato Selva sulla cima del Colle Abetone, ad un’altezza di circa 1800 metri sul livello del mare. È immersa in un bosco e raggiungibile solo tramite sentieri. Ogni anno, nel mese di luglio, vi si tiene una cerimonia in onore dei caduti fanesi di tutte le guerre.

### Architetture civili

#### Il Monumento ai Caduti

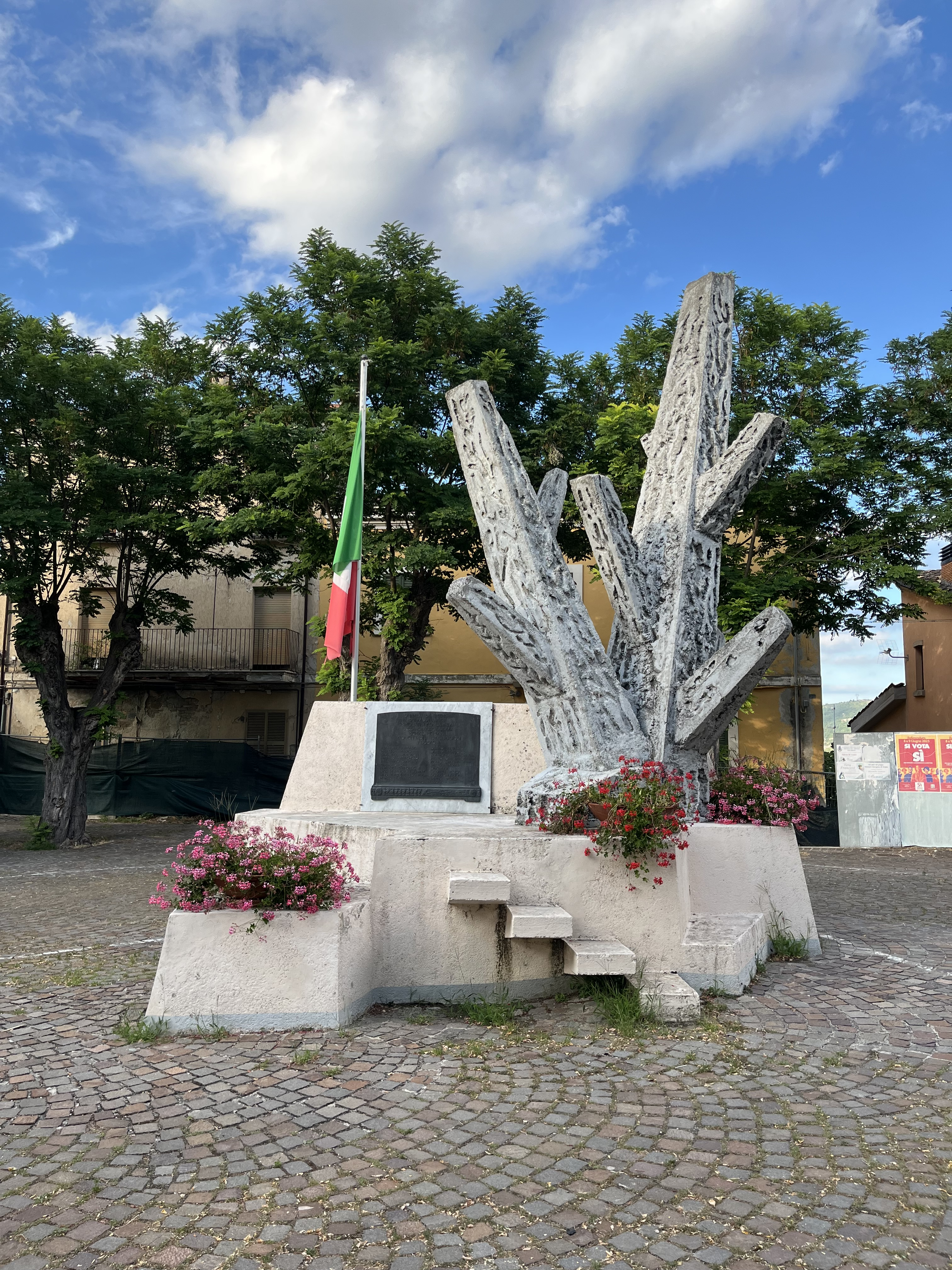
Il lato anteriore del monumento in Piazza della Vittoria

Sito al centro di Piazza della Vittoria, popolarmente nota proprio come Piazza del Monumento, a breve distanza Municipio e da Piazza San Pietro, si colloca il Monumento ai Caduti, dedicato a tutti i fanesi morti per la patria in ogni tempo e in ogni guerra. Esso di trova all’interno del Parco della Rimembranza, un’area di forma pressoché triangolare, pavimentata con sampietrini in porfido e circondata da ventuno alberi d’acacia; un numero che, oltre ad essere carico di simobolismo politico e religioso, è riferito al numero dei caduti nella prima guerra mondiale. 
Il monumento fu eretto ed inaugurato nel 1966, su ispirazione e finanziamento dell’avvocato Luigi Riccioni. 
L’opera fu progettata dall’architetto Ferdinando Galli e costruita da Patrizio Farignoli. È costituita da un basamento di cemento, su cui è possibile salire grazie a dei gradini a rilievo, e sopra il quale si erge un albero spoglio, anch’esso in cemento, che, con le sue forme aspre e stilizzate, rappresenta la devastazione della guerra. 
Ai lati posteriori del basamento, con caratteri bronzei a rilievo, sono riportati i nomi e le date di nascita e morte dei soldati, la maggior parte dei quali combatté nella prima e nella seconda guerra mondiale, anche se i più antichi risalgono al XVIII Secolo. I caduti della Grande Guerra sono ricordati anche in una targa bronzea posta sul lato anteriormente, che recita 
DEI PRODI FANESI
IMMOLATISI PER LA PATRIA
NELLA GRANDE GUERRA
MCMXV – MCMXVIII
I CONCITTADINI ORGOGLIOSI
POSERO»
Il monumento è stato restaurato nell’ottobre del 2022. Da allora, campeggia su di esso il Tricolore italiano.

### Altri luoghi di interesse

#### La fonte della Cannalecchia
La fonte della Cannalecchia si trova a breve distanza dal centro di Fano Adriano, lungo la strada per Intermesoli. Si tratta di un antico fontanile, che in passato serviva alle donne per lavare i panni e come abbeveratoio per animali. È presente anche una sorta di piccola fontana, con un bacino di raccolta dell’acqua. Quello attuale è stato realizzato nel 1973 dall’artista fanese Vittorino Valente e reca incise le 7 effe, motto del paese, e lo stemma del comune. Fu messo in sostituzione dell’originale, risalente al 1335 ed oggi custodito nella Chiesa dei Santi Pietro e Paolo, dove funge da acquasantiera. Vi è incisa la scritta A.D. 1335 aedificata fuit haec ecclesia, che lascia pensare che dovesse essere parte di una chiesa e che, dopo che questa cessò di esistere, venne riutilizzata nella Canalecchia.

#### I Grignetti
Proseguendo lungo la strada per Intermesoli fino alle Vene Rosse, nella zona denominata le Vignole, si trovano i Grignetti. Sono tre vasche, scavate nella parete rocciosa, che servivano molto probabilmente per la pigiatura dell’uva. La loro datazione è incerta, ma sono sicuramente molto antiche: secondo alcuni risalirebbero addirittura all’età pre-romana, ma più probabilmente sono medievali.

#### Luoghi panoramici

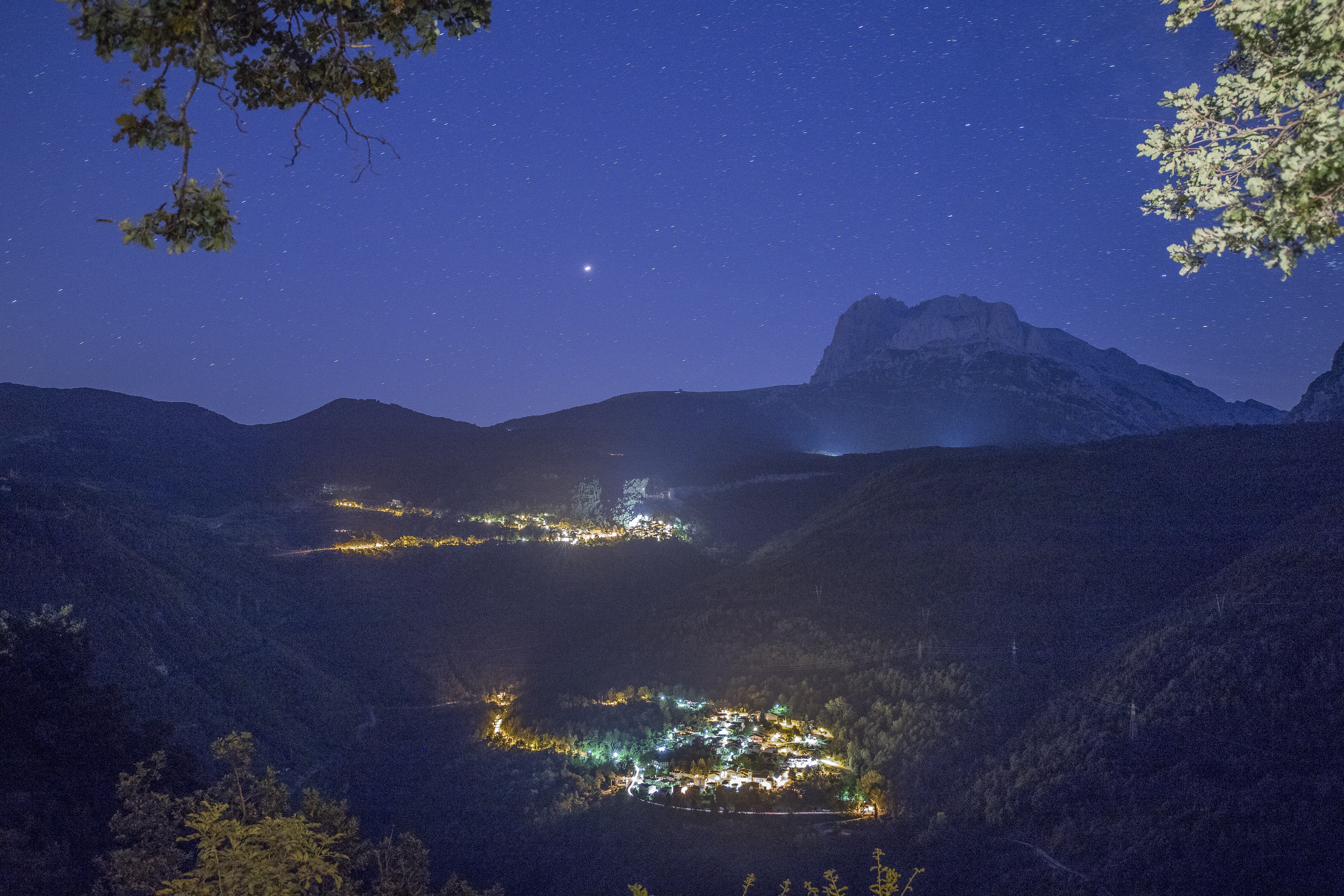
Uno scorcio del panorama osservabile dall’Eremo dell’Annunziata in una sera d’estate. Si possono notare gli abitati di Intermesoli (più in basso) e Pietracamela (più in alto). Sullo sfondo, il Gran Sasso.

A breve distanza da Fano Adriano, sorgono alcune fra le cime più elevate degli Appennini: il Gran Sasso, Pizzo Intermesoli e il Monte Corvo (quest’ultimo è compreso nel territorio comunale). Il panorama su questi massicci e sulla vallata sottostante è di particolare bellezza in alcuni punti del paese: specialmente lungo la strada che porta ad Intermesoli (Sp 43a) e sull’Eremo dell’Annunziata. Quest’ultimo, infatti, sorge sulla cima del colle San Marcello ed offre una vista a 360 gradi. Il momento migliore per osservare i massicci è il tramonto, quando, specialmente in estate, per il riflesso del sole calante, essi tendono ad assumere una sfumatura rosa. Dall’Eremo dell’Annunziata è anche possibile ammirare un notevole cielo stellato, grazie al basso inquinamento luminoso della zona.

### Museo etnografico abruzzese
Si trova nella ex casa canonica della frazione di Cerqueto. Nel 1964 don Nicola Jobbi parroco, si dette alla raccolta di vario materiale della popolazione di campagna, strumenti di lavoro per la terra, utensili popolari domestici e anche zampogne e strumenti musicali della tradizione. Nel 1988 il museo fu istituito con una apposita catalogazione, divenendo un piccolo centro culturale di riferimento per le tradizioni popolari abruzzesi. Il museo conserva anche delle registrazioni di filastrocche e canzoni popolari dialettali, registrate negli anni 80, concernenti l'Archivio Popolare Abruzzese.

## Società

### Evoluzione demografica
Abitanti censiti

Come si può notare dal grafico, Fano Adriano subì, dalla nascita del Regno d’Italia, una forte crescita demografica durata fino agli anni venti, quando il comune raggiunse una popolazione di quasi 1 800 abitanti, relativamente elevata per un paesino di montagna. A partire dagli anni trenta, tuttavia, si assistette ad un’inversione di tendenza. Come negli altri borghi dell’Appennino teramano, la decrescita demografica fu causata prevalentemente dalla forte emigrazione degli abitanti verso aree economicamente più attrattive (in particolar modo, verso Roma, l’Italia settentrionale, gli Stati Uniti d'America e il Canada), che raggiunse il suo apice fra gli anni cinquanta e sessanta. Il fenomeno continua ancora oggi (tanto che nel 2019 risultavano residenti solo 270 persone), ma la sua causa principale è cambiata: non più l’emigrazione ma il saldo naturale. Il tasso di mortalità, infatti si attesta al 7,3‰ e il tasso di natalità è dello 0,0‰. Ne consegue il profondo squilibrio tra le fasce d’età della popolazione: vi sono, infatti, 970 anziani (intesi come ultrasessantacinquenni) ogni 100 giovani (persone con meno di 14 anni).

## Cultura

### Manifestazioni
- Marcia dei Tre Prati

## Economia

### Il settore primario
Nell’economia di Fano Adriano l’agricoltura e l’allevamento, in particolare la pastorizia, hanno sempre avuto grandissima rilevanza. Tutt’oggi, sebbene la loro importanza sia diminuita rispetto al passato, sono infatti presenti nel territorio del comune numerosi agricoltori e allevatori, che praticano queste attività, con metodi tradizionali, alcuni come un vero e proprio lavoro, altri come un semplice hobby.

### Turismo

#### Turismo montano
Nella frazione Prato Selva, ai piedi di Monte Corvo, sono presenti  a 1400 m di quota degli impianti di risalita dismessi. Gli impianti sono dotati di due seggiovie, una più breve, la “Ginestra”, e un’altra più lunga, che sale fino ai 1800 m di Colle Abetone, chiamandosi, appunto, “Abetone”.
D'estate molti turisti soggiornano a Fano Adriano per godere del suo clima fresco e salubre.
Nella vicina località Prato Selva, dal 29 luglio 2006, ogni sabato e domenica, si può risalire la mountain bike per mezzo della seggiovia e poi scendere a bordo della bici lungo i sentieri del bike park.
Questa è stata la prima seggiovia del centro Italia con cui risalire la bici.
D'inverno a Prato Selva è possibile sciare, nelle due piste, una rossa e l’altra blu (che sono, rispettivamente, l’Abetone e la Ginestra e che partono dalla cima delle due omonime seggiovie).

#### Turismo culturale
Meta di turismo sono anche gli stessi centri abitati di Fano Adriano e della sua principale frazione, Cerqueto. Si tratta, infatti, di borghi medioevo-rinascimentali, nei quali è possibile visitare numerosi monumenti ed edifici (si veda la sezione “Monumenti e luoghi di interesse”), a partire dai luoghi di culto e dal presepe permanente curato da Luigi Servi. Inoltre è possibile partecipare a molte celebrazioni tradizionali (come quelle per il patrono San Valentino), organizzate dalla pro-loco, e visitare i luoghi relativi alla transumanza, che ha avuto grande importanza nella storia del paese. Pertanto sono presenti nei due borghi alcune strutture ricettive, come “bed and breakfast” e ristoranti. Ne sono esempi la “Taverna 7 effe” (che prende il nome dal motto di Fano Adriano) e l’”Agriturismo il vergaro”, nei quali è possibile assaggiare una cucina tipica.

## Infrastrutture e trasporti
Al tempo degli antichi romani, Fano Adriano, allora denominato Fanum Adriani, sorgeva lungo la via Cecilia.
Oggi, l’abitato è servito dalla strada statale 80 del Gran Sasso d'Italia, che all’interno del parco nazionale del Gran Sasso e Monti della Laga assume la denominazione di Strada Maestra del Parco, ricalcando proprio il tracciato dell’antica via Cecilia.
Per raggiungere il centro del paese dalla strada statale 80 bisogna prendere, presso il cosiddetto “bivio di Fano Adriano” la strada provinciale 43a, che prosegue poi fino a Prato Selva. La frazione di Cerqueto è servita da un’altra diramazione della strada statale 80, che inizia presso il “bivio di Cerqueto”, all’altezza del Lago di Piaganini.
Il capoluogo comunale era collegato direttamente al paese di Intermesoli tramite una diramazione della strada provinciale 43a, che tuttavia è stata chiusa una prima volta nel 2005, riaperta nel 2010 e chiusa nuovamente nel 2015, a causa del rischio di frane. Versa oggi in stato di completo abbandono, ostruita in più punti da frane.

## Amministrazione
| Periodo        | Periodo        | Primo cittadino      | Partito | Carica  | Note                 |
| -------------- | -------------- | -------------------- | --- | ------- | -------------------- |
| 10 giugno 1990 | 24 aprile 1995 | Doriano Di Benedetto | Democrazia Cristiana | Sindaco | [ 11 ]               |
| 24 aprile 1995 | 13 giugno 2004 | Lino Nisii           | Lista civica di centro-destra (1995-1999) Lista civica di centro (1999-2004)                                            | Sindaco | [ 12 ] [ 13 ]        |
| 14 giugno 2004 | 26 maggio 2019 | Adolfo Moriconi      | Lista civica Orizzonti nuovi (2004-2009) Lista civica Ancora insieme (2009-2014) Lista civica Montagna viva (2014-2019) | Sindaco | [ 14 ] [ 15 ] [ 16 ] |
| 27 maggio 2019 | in carica      | Luigi Servi          | lista civica Senso civico                                                                                               | Sindaco |                      |

### Altre informazioni amministrative
Fino all'abolizione di tutte le comunità montane da parte della regione Abruzzo nel 2013, il comune era parte della comunità montana Gran Sasso.

## Sport
A Fano Adriano è possibile eseguire varie attività sportive. Oltre allo sci e ai percorsi per mountain bike nei quali, come già spiegato, è possibile cimentarsi a Prato Selva, è possibile praticare:
- L’arrampicata, sulle Vene Rosse, delle alte e verticali falesie rocciose, che sono ben attrezzate per essere scalate. La loro difficoltà medio-alta (da 5c a 7b), tuttavia, le rende consigliabili solo agli scalatori più esperti. Si trovano lungo la strada che porta ad Intermesoli, in un luogo che, peraltro, è anche di notevole interesse paesaggistico, grazie alla splendida vista su Gran Sasso, Pizzo Intermesoli e Monte Corvo.
- Il calcio: è infatti presente, nel quartiere di Villa Moreni, un campo da calcio. La struttura, esistente da decenni ma in condizioni fatiscenti, è stata notevolmente rammodernata fra il 2020 e il 2021 ed inaugurata il 1 agosto 2021, intitolandola ad Andrea Servi, calciatore di origini fanesi prematuramente scomparso. Nel campo gioca la squadra amatoriale di Fano Adriano.

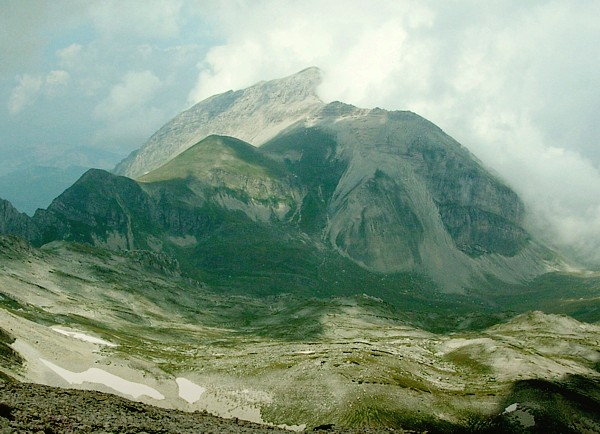
Uno dei sentieri che partono da Prato Selva porta sulle pendici del Monte Corvo

- L’escursionismo: da Fano Adriano e da Prato Selva partono numerosi sentieri, di differente lunghezza e difficoltà, con diverse mete.
- Il ciclismo: le strade presenti nei dintorni di Fano Adriano, montane e poco trafficate, sono l’ideale per il ciclismo, tanto che in molti si allenano qui.
- Il tennis: nel centro del paese, è presente un campo da tennis in erba sintetica, di proprietà comunale.
- La pallavolo: contiguo a quello di tennis, è presente anche un campo da pallavolo, sempre di proprietà comunale.